# Prionostemma frontale
Prionostemma frontale is een hooiwagen uit de familie Sclerosomatidae.